# Region Niolu
Die Region Niolu liegt im Regionalen Naturpark Korsika, im Zentrum der Insel Korsika. Das 15 km lange und 10 km breite Becken liegt auf 800 m über Seehöhe wird von den höchsten Bergen Korsikas umrahmt: Monte Cintu (2710 m), Paglia Orba (2525 m) und Capu Tafunatu (2343 m).
Zwölf der zu den höchstgelegenen Dörfern der Insel gehörende Gemeinden mit zusammen nicht einmal 2000 Einwohnern liegen im Niolu. Sie sind Teil des Arrondissements Corte, westlich von Corte, der alten Hauptstadt Korsikas.

Das Niolu

Einen Zugang zu der Region bildete lange Zeit nur der Maultierpfad durch eine Schlucht, die Scala di Santa Regina (Treppe der Himmelskönigin). Heute bindet die D84, eine neue Straße, das Niolu an die Beckenlandschaft um Corte an. Im Westen stellt die Straße über den Col de Verghio den höchsten Pass Korsikas (1477 m) eine Verbindung mit der Küstenregion (Golf von Porto) dar.
Das Becken wird von Korsikas bedeutendstem Fluss, dem 84 km langen Golo durchflossen. Er wurde 1968 im Zentrum des Tales zum Barrage de Calacuccia, dem höchstgelegenen Stausee aufgestaut. Der größte Wald Korsikas ist der Forêt de Valdu-Niellu („Schwarzwald“). Mit seinen Laricio-Kiefern ist er zwar typisch für die „obere mediterrane Vegetationsstufe“ auf Korsika, ansonsten zeigt das Niolu eher alpine Züge.
Wasserfälle wie die Cascade Radule oder die Cascade des Anglais, die sich in Bergseen ergießen, sind typisch für die Bergregion um das Hochtal. Die auf Korsika endemische fleischfressende Pinguicula corsica aus der Gattung der Fettkräuter kommt hier vor. Bartgeier (Gypaetus barbatus) und Mufflons (Ovis gmelini musimon var. corsicana) bilden die Höhepunkte der Wildfauna. Das korsische Mufflon wurde schon im 7. Jahrtausend v. Chr. zusammen mit anderen Haustieren aus dem Nahen Osten von Menschen hier eingeführt. Seither hat es sich eigenständig entwickelt.
Die Forstwirtschaft, die transhumante Schafhaltung, Edelkastanien- und Obstanbau, aber auch Getreide ernährten die Bevölkerung. Heute ist das Niolu auf dem Weg zum Fremdenverkehrsgebiet. Besonders Bergwandern, aber auch Segelsport, Surfen und Skifahren (am Col de Verghio) sind auf dem Vormarsch. Der Naturlehrpfad von Lozzi gehören zu den neuen Anziehungspunkten.

## Vorgeschichte
Im Frühneolithikum (6. Jahrtausend v. Chr.) wurde auf Korsika im Rahmen der Cardial- oder Impressokultur Ackerbau und Viehhaltung eingeführt. Das Hochtal von Niolu war von Gebirgen umgeben und dessen natürliche Zugänge (Scala di Santa Regina und Bocca di Verghiu) leicht kontrolliert werden konnten. Im Spätneolithikum wurden die felsigen Hügel mit umwallten Anlagen versehen: (Marze, Castelle, Capu di u Castellu). Der Dolmen von Calacuccia, die Statuenmenhire von Cumadoghja und das Grab von Sovezzia, wiederhergestellt am Museum Licnicoi in Albertacce, wurden errichtet. Der archäologische Rundweg, dort führt zu drei Menhiren und einigen Abris. Die Region wird später durch Klassische Hausformen geprägt. 
Das Museum Licnicoi hat seinen Namen von der Bezeichnung, die griechische Kolonisten den Ureinwohnern des Niolu gaben.